# Mossyrock
Mossyrock és una població dels Estats Units a l'estat de Washington. Segons el cens del 2000 tenia 486 habitants.

## Demografia
Segons el cens del 2000, Mossyrock tenia 486 habitants, 187 habitatges, i 115 famílies. La densitat de població era de 426,5 habitants per km².
Dels 187 habitatges en un 30,5% hi vivien nens de menys de 18 anys, en un 43,3% hi vivien parelles casades, en un 13,4% dones solteres, i en un 38,5% no eren unitats familiars. En el 28,9% dels habitatges hi vivien persones soles el 12,8% de les quals corresponia a persones de 65 anys o més que vivien soles. El nombre mitjà de persones vivint en cada habitatge era de 2,6 i el nombre mitjà de persones que vivien en cada família era de 3,2.
Per edats la població es repartia de la següent manera: un 29,6% tenia menys de 18 anys, un 11,3% entre 18 i 24, un 26,3% entre 25 i 44, un 19,3% de 45 a 60 i un 13,4% 65 anys o més.
L'edat mediana era de 32 anys. Per cada 100 dones de 18 o més anys hi havia 102,4 homes.
La renda mediana per habitatge era de 29.750 $ i la renda mediana per família de 33.542 $. Els homes tenien una renda mediana de 30.938 $ mentre que les dones 16.250 $. La renda per capita de la població era de 12.216 $. Aproximadament el 18,6% de les famílies i el 19,5% de la població estaven per davall del llindar de pobresa.

## Poblacions més properes
El següent diagrama mostra les poblacions més properes.